# Super Bowl LXI
Il Super Bowl LXI sarà la 61ª edizione del Super Bowl, la finale del campionato della National Football League, in programma il 14 febbraio 2027, per decretare il campione della stagione 2026.
La finalissima si disputerà al SoFi Stadium di Inglewood, California. Sarà il nono Super Bowl ad essere giocato nell'area di Los Angeles, e il secondo in questo stadio, dopo il Super Bowl LVI nel 2022. La partita verrà trasmessa negli Stati Uniti da ABC (per la prima volta dal Super Bowl XL, ventuno anni fa) e da ESPN (per la prima volta nella sua storia).

## Processo di selezione dello stadio
Dal Super Bowl LVI, le città interessate non possono più presentare la propria proposta, bensì è la lega a decidere unilateralmente una potenziale location; la franchigia scelta stila una proposta per ospitare la finalissima, ed infine i proprietari delle squadre votano per determinare se il piano sia accettabile o meno.
Il 13 dicembre 2023, la NFL annunciò che il SoFi Stadium, casa sia dei Los Angeles Rams sia dei Los Angeles Chargers, fu selezionata come sede del Super Bowl.